# Сэнди Митчелл
Алекс Стюарт (англ. Alexander Michael Stewart), известный под псевдонимом Сэнди Митчелл (англ. Sandy Mitchell) — британский писатель. Родился в 1958 году на юго-востоке Англии, в Саутенд-он-Си (англ. Southend-on-Sea) графства Эссекс (регион Восточная Англия).
Профессиональную карьеру писателя начал в середине 1980-х годов. Работает и под псевдонимом, и под реальным именем. Пишет рассказы, романы, сценарии для компьютерных игр, комиксы. Опубликовал ряд журнальных статей и обзоров. В соавторстве с Нилом Гейманом для издательства «Penguin books» создал серию комиксов «Temps», объединившую истории нескольких супергероев. Во второй половине 1990-х годов работал в компании Carnival films в качестве штатного сценариста, результатом данного сотрудничества стали сценарии к триллерам серии «Bugs»,
В России известен, в первую очередь, как автор книг из цикла «Комиссар Каин» вымышленной вселенной Warhammer 40000.

### Романы
- 1996 — All Under Control
- 2003 — За Императора! (Warhammer 40,000: Цикл Комиссар Каин)
- 2004 — Ледяные Пещеры (Warhammer 40,000: Цикл Комиссар Каин)
- 2005 — Death’s City (Warhammer Fantasy: Цикл Blood on the Reik)
- 2005 — Death’s Messenger (Warhammer Fantasy: Цикл Blood on the Reik)
- 2005 — Игра предателя (Warhammer 40,000: Цикл Комиссар Каин)
- 2006 — Смерть или слава (Warhammer 40,000: Цикл Комиссар Каин)
- 2006 — Death’s Legacy (Warhammer Fantasy: Цикл Blood on the Reik)
- 2007 — Зов долга (Warhammer 40,000: Цикл Комиссар Каин)
- 2008 — Последний бой Каина (Warhammer 40,000: Цикл Комиссар Каин)
- 2008 — Scourge the Heretic (Warhammer 40,000, отдельный роман)
- 2012 — Избранные воины Императора (Warhammer 40,000: Цикл Комиссар Каин)
- 2012 — Последний рубеж (Warhammer 40,000: Цикл Комиссар Каин)
- 2013 — Высшее благо (Warhammer 40,000: Цикл Комиссар Каин)
- 2018 — Выбирай своих врагов (Warhammer 40,000: Цикл Комиссар Каин)

### Цикл книг про комиссара Каина
- 1 «Сражайся или смывайся» (Fight or Flight, 2002) (рассказ)
- 2 «За Императора» (For the Emperor, 11.2003)
- 3 «Соблазнение» (The Beguiling, 2003) (рассказ)
- 4  «Ледяные Пещеры» (Caves of Ice, 01.2004)
- 5  «Эхо гробницы» (Echoes of the Tomb, 2004) (рассказ)
- 6 «Рука предателя» (The Traitor’s Hand, 05.2005)
- 7 «Смерть или слава» (Death or Glory, 02.2006)
- 8 «Зов долга» (Duty Calls, 05.2007)
- 9 «Последнее противостояние Каина» (Cain’s Last Stand, 11.2008)
- 10 «Гамбит предателя» (Traitor’s Gambit, 2009) (рассказ)
- 11 «Избранные воины Императора» (The Emperor’s Finest, 12.2010)
- 12 «Последний рубеж» (The Last Ditch, 02.2012)
- 13 «Сектор 13» (Sector 13, 2003) (рассказ)
- 14 «Кружка Рекафа» (A Mug of Recaff, 05.2012) (рассказ) (из «Hammer and Bolter»#20)
- 15 «На крючке» (Dead in the Water, 07.06.2011) (аудиокнига)
- 16 «Герой Империума (омнибус)» — (Ciaphas Cain: Hero of the Imperium (Omnibus), 2009) — сборник включает в себя первые три романа и рассказы
- 17 «Защитник Империи (омнибус)» (Ciaphas Cain: Defender of the Imperium (Omnibus), 2010) — включает в себя три следующие три романа и рассказы
- 18 «Старые вояки никогда не умирают» (Old Soldiers Never Die, 11.2012)
- 19 «Мельчайший нюанс» (The Smallest Detail, 11.2012) (из «Black Library Weekender»)
- 20 «Мелочи» (The Little Things, 18.12.2012) (из «Advent Calendar 2012»)
- 21 «Высшее благо» (The Greater Good, 29.01.2013)
- 22 «Сокрытое в глубинах» (Hidden Depths, 04.2014) (рассказ) (спин-офф)
- 23 «Меньшее из зол» (The devil you know, 2014) (аудиокнига)
- 24 «Выбирай своих врагов» (Choose your enemies, 2018)

### Цикл «Тёмная Ересь»
- «Наказание Еретика» (Scourge the Heretic, 02.2008)
- «Невинность ничего не доказывает» (Innocence Proves Nothing, 11.2009)

### Повести и рассказы
- 1982 — Seasons Out of Time (Издано под настоящим именем: Алекс Стюарт)
- 1983 — The Caulder Requiem (Издано под настоящим именем: Алекс Стюарт)
- 1984 — Soulmates (Издано под настоящим именем: Алекс Стюарт)
- 1988 — Animator (Издано под настоящим именем: Алекс Стюарт)
- 1988 — Starsong (Издано под настоящим именем: Алекс Стюарт)
- 1989 — Christmas Away from Home (Издано под настоящим именем: Алекс Стюарт)
- 1989 — Cruel as the Grave (Издано под настоящим именем: Алекс Стюарт)
- 1990 — Forgotten Milestones in Computing No 7: The Quenderghast Bullian Algebraic Calculator (Издано под настоящим именем: Алекс Стюарт)
- 1991 — Someone to Watch Over Me (Издано под настоящим именем: Алекс Стюарт)
- 1992 — Doing Business (Издано под настоящим именем: Алекс Стюарт)
- 1994 — The Cat in the Wall (Издано под настоящим именем: Алекс Стюарт)
- 1995 — Yesterday (Издано под настоящим именем: Алекс Стюарт)
- 1997 — Pennies from Heaven (Издано под настоящим именем: Алекс Стюарт)
- 1997 — Second Chances (Издано под настоящим именем: Алекс Стюарт)
- 1998 — Exit Wounds (Издано под настоящим именем: Алекс Стюарт)
- 2002 — Fight or Flight (Warhammer 40,000: Цикл Комиссар Каин)
- 2002 — The Tilean Rat
- 2003 — Sector Thirteen (Warhammer 40,000: Цикл Комиссар Каин)
- 2003 — The Beguiling (Warhammer 40,000: Цикл Комиссар Каин), в составе антологии 2004 года What Price Victory под редакцией Марка Гаскоина, Кристиана Данна
- 2004 — Echoes of the Tomb (Warhammer 40,000: Цикл Комиссар Каин)

### Стихи
- 1991 — Lights Out (Издано под настоящим именем: Алекс Стюарт)